# Haplothrips reuteri
Haplothrips reuteri är en insektsart som först beskrevs av Heinrich Hugo Karny 1907.  Haplothrips reuteri ingår i släktet Haplothrips och familjen rörtripsar. Inga underarter finns listade i Catalogue of Life.